# Centrale nucleare di Point Lepreau
La centrale nucleare di Point Lepreau è una centrale nucleare canadese situata a 2 km a nord-est di Point Lepreau, nel Nuovo Brunswick. L'impianto venne costruito tra il 1975 e il 1983 dalla NB Power.
La stazione Point Lepreau è l'unica struttura nucleare situata nel Canada atlantico e comprende 1 reattore nucleare CANDU sito sulla riva settentrionale della Baia di Fundy, con una capacità netta di 635 MW (680 MW lorda).

## Storia
La costruzione di una centrale nucleare nel Nuovo Brunswick è stata oggetto di discussione fin dalla fine degli anni cinquanta. Per oltre 15 anni, gli ingegneri della New Brunswick Electric Power Commission visitarono i Chalk River Laboratories della corporazione Atomic Energy of Canada Limited nell'Ontario, per tenere il passo con le ultime tendenze nel campo. I colloqui ufficiali tra il Premier Richard Hatfield e il governo canadese iniziarono nel 1972. Le discussioni accelerarono l'anno successivo, nel bel mezzo della crisi energetica del 1973, siccome la provincia era alla ricerca di modi per diversificare le sue forniture di energia elettrica e ridurre la sua dipendenza dal petrolio. Tuttavia, il finanziamento dell'impresa era un problema in quanto la provincia aveva una limitata capacità di indebitamento..
L'ultimo ostacolo è stato revocato dal governo federale nel gennaio 1974, con l'annuncio di un programma di prestiti che avrebbero coperto la metà dei costi di un primo impianto nucleare in una provincia. Hatfield annunciò la sua intenzione di costruire un primo reattore nel Nuovo Brunswick il 5 febbraio 1974. Rieletto in autunno, nonostante le perplessità da parte della popolazione, il governo conservatore-progressista del Nuovo Brunswick seguì il piano. Nel marzo 1975, Hatfield dichiarò in televisione che la decisione era definitiva, e che il reattore sarebbe stato costruito a prescindere dal processo di valutazione ambientale in corso.
Il 2 maggio 1975, la Canadian Nuclear Safety Commission, ha autorizzato la costruzione di due reattori da 635 MW su un sito progettato per ospitarne quattro a Point Lepreau, 20 km a ovest di Saint John, la più grande città del Nuovo Brunswick. La NB Power iniziò la costruzione di un reattore, con l'opzione per un secondo.
Al suo apice nel 1979, il progetto di costruzione impiegava 3.500 lavoratori e 108 contratti individuali su 139 vennero concessi a imprese locali. Point Lepreau è stata concessa in licenza per il funzionamento il 21 luglio 1982, raggiunse la criticità quattro giorni dopo e ha iniziato le operazioni commerciali il 1º febbraio 1983..